# Padma
Le Padma est un fleuve du Bangladesh.
Il est majoritairement alimenté par le Gange, au point que l'on peut dire que c'est le Gange qui change de nom en passant la frontière du Bangladesh.
Le Jamuna est l'un de ses principaux affluents. Le Padma change finalement son nom en Meghna juste avant de se jeter dans le golfe du Bengale.
Râjshâhî, une ville importante du Bangladesh, est située sur ce cours d'eau.

## Affluents
- Le Gange.
- Le Brahmapoutre.